# Petrolacosaurus
Petrolacosaurus (reptil de la fosa de piedra) es un género extinto de saurópsidos (reptiles) diápsidos, uno de los lagartos primitivos más conocidos, que medía 40 centímetros de longitud. Vivió durante el período Carbonífero Superior en lo que ahora es América del Norte, siendo hallada la especie tipo, P. kansensis como su nombre indica en estratos rocosos de Kansas, Estados Unidos que datan del Pennsylvaniense, hace aproximadamente 302 millones de años, por Henry Higgins Lane, el curador del Museo de Historia Natural de la Universidad de Kansas, en 1945. El fósil holotipo es KUNHM 1424. Petrolacosaurus kansensis es la única especie reconocida en la familia Petrolacosauridae —nombrada en 1952 por Frank Peabody— en el orden Araeoscelida.
Es uno de los primeros reptiles diápsidos. Tenía un cuerpo delgado como el de una lagartija. Sus patas eran más largas que las de un lagarto típico, y su cola era tan larga como la cabeza y el tronco juntos. Probablemente comía insectos, que atrapaba con sus dientes pequeños y afilados. Petrolacosaurus tenía dientes caninos secundarios distintivos, un rasgo hallado sobre todo en terápsidos, y más tarde en los mamíferos.